# Agnes Bernard
Susan Agnes Macdonald, 1re baronne Macdonald d'Earnscliffe née Bernard le 24 août 1836 à Spanish Town et morte le 5 septembre 1920 à Eastbourne, est la deuxième femme de John A. Macdonald, tout premier Premier ministre du Canada de 1867 à 1873, puis de 1878 à sa mort le 6 juin 1891 à 76 ans alors qu'il était encore au pouvoir.

## Origine familiales et jeunesse
Susan Agnes Bernard est née et a grandi jusqu’à l’âge de 15 ans (1851) à Bernard Lodge, en Jamaïque, au sud de Spanish Town. Issue d’une famille de sept enfants, elle en est l’unique fille. Son père, Thomas James Bernard, est propriétaire d’une plantation de canne à sucre jusqu’en 1850, année lors de laquelle il meurt de l’épidémie de choléra, qui touche à cette époque 8 % de la population jamaïcaine.
En 1851, peu après le décès de son père, Agnes et sa mère Theodora Bernard quittent la Jamaïque pour aller habiter en Angleterre. Par la suite, elles rejoignent en 1854, dans le Haut-Canada, le fils ainé de la famille Hewitt Bernard, et emménagent avec lui. 
En 1858, ils partent vivre à Toronto. À ce moment, Hewitt est le secrétaire particulier de John A. Macdonald, qui occupe le poste de procureur général. C’est ainsi qu'Agnes rencontre pour la première fois son futur époux. 

### La baronne Macdonald
En 1865 le gouvernement d'Ottawa est établi et John A. Macdonald devient le premier Premier ministre du Canada. Hewitt Bernard se voit promu au poste d’adjoint. En tant que fonctionnaire, il choisit de demeurer dans la ville. De ce fait, Agnes et Theodora repartent en Angleterre pour y vivre (principalement à Londres).

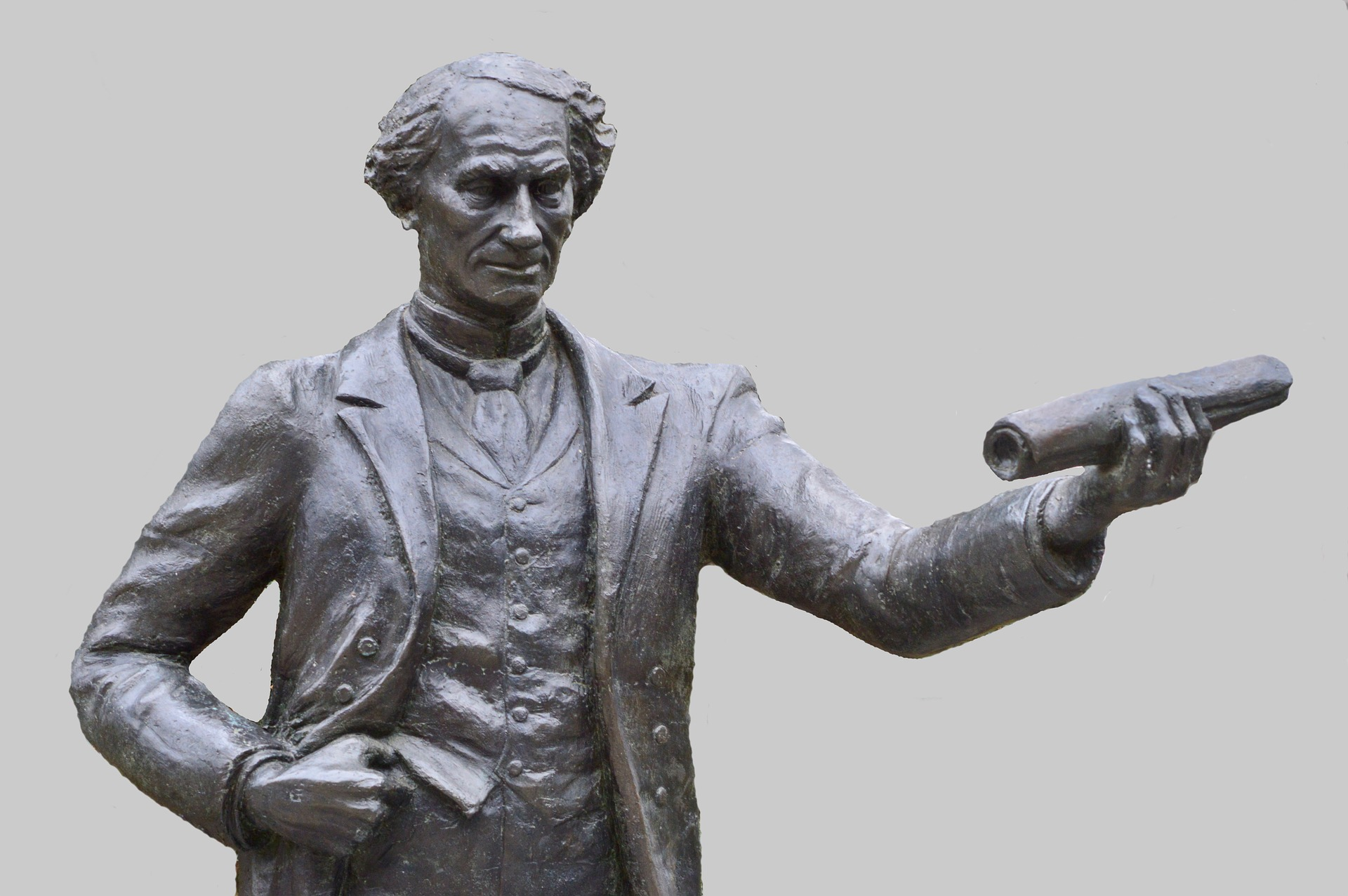
Statue de John A. Macdonald, premier Premier ministre du Canada, époux de Susan Bernard.

À l’occasion de la conférence sur la confédération des colonies de l’Amérique en 1866, Agnes et John A. Macdonald ont l’occasion de se revoir. Macdonald demande alors à Hewitt la main de sa sœur.
Ainsi, en 1867 Susan Agnes Bernard et John A. Macdonald se marient en l’église Saint George à Londres (Square Hanover). Elle devient alors Susan Agnes Macdonald, connue aussi sous le nom de « la baronne Macdonald ». 